# Leipzigstiftung
Die LEIPZIGSTIFTUNG Bürgerschaftliche Tradition seit 1799 ist eine Sammelstiftung aus 144 alten Leipziger Stiftungen. Diese wurden 1949 zunächst zu zehn Stiftungen und 1951 dann zu einer örtlichen Sammelstiftung zusammengefasst. 1992 beschloss der Stadtrat Leipzig, die noch bestehende „Sammelstiftung der Stadt Leipzig“ in die Bürgerstiftung Leipzig zu überführen. Diese ist als Rechtsnachfolgerin der Sammelstiftung eine der Stiftungen, die über die DDR hinaus besteht und an der sich Stiftungsarbeit in der DDR aufzeigen lässt. Nach einer Satzungsänderung trägt die Stiftung seit dem 12. Januar 2015 den heutigen Namen.
Die Stiftung des bürgerlichen Rechts und verfolgt ausschließlich gemeinnützige Zwecke. Satzungsmäßig wird der Stiftungszweck insbesondere durch die Förderung von Wissenschaft und Forschung, Bildung und Erziehung, Kunst und Kultur, des Umwelt-, Landschafts- und Denkmalschutzes, der Jugend- und Altenhilfe sowie des Wohlfahrtswesens verwirklicht.